# コウウチョウ
コウウチョウ（香雨鳥、学名: Molothrus ater）は、スズメ目ムクドリモドキ科に分類される鳥類の一種。

## 分布

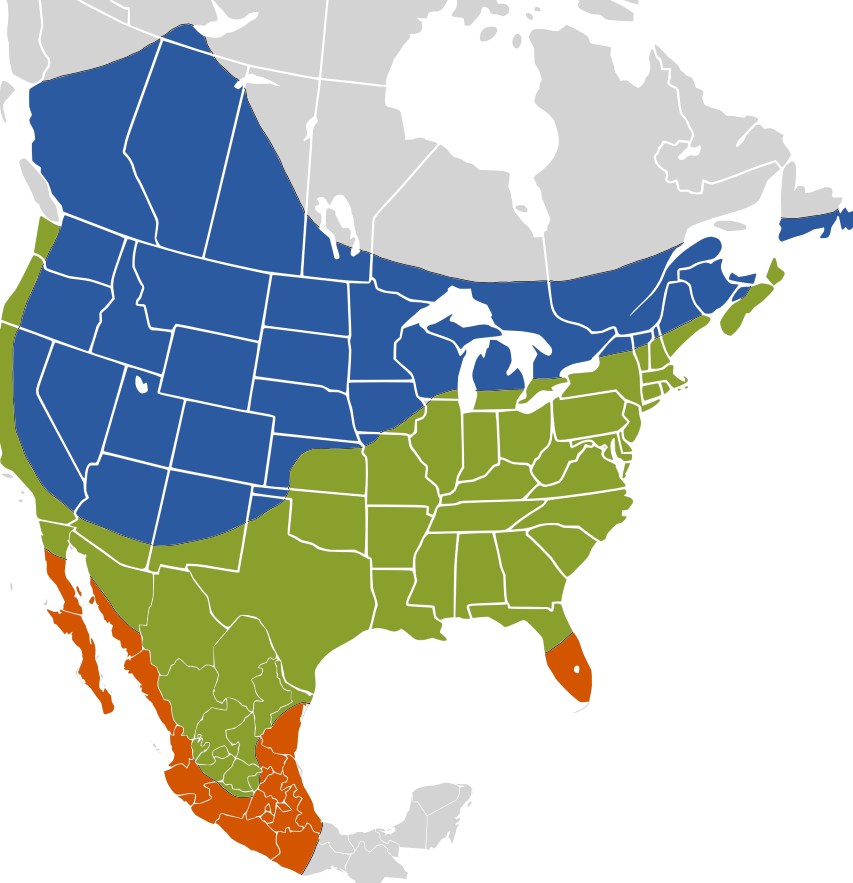
分布域。青：繁殖、緑：一年中、黄土：非繁殖

カナダ南部からアメリカで繁殖する。北方で繁殖した個体は、冬期アメリカ南部からメキシコに渡り越冬する。

## 生態

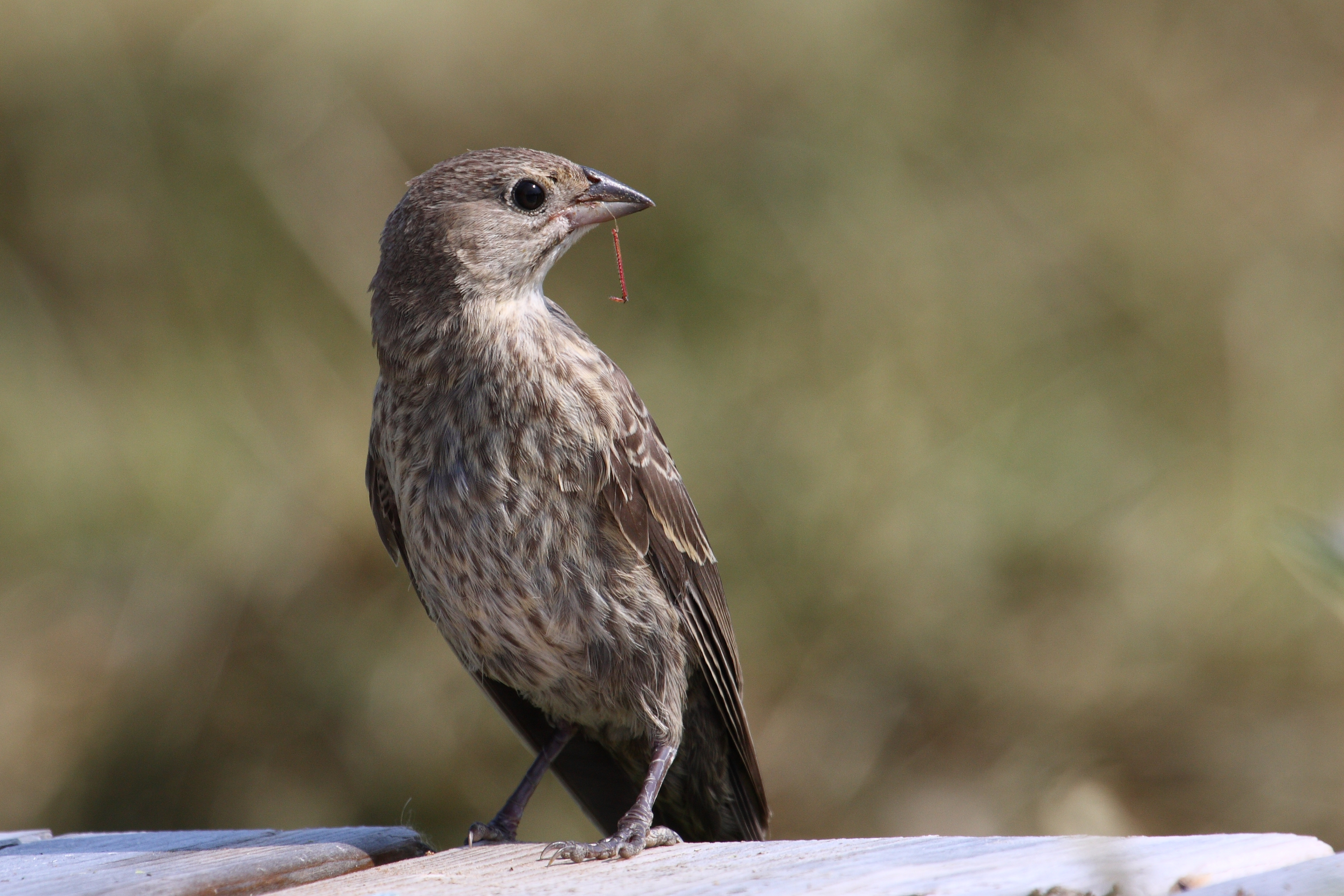
コウウチョウ（メス）

他の種類の鳥類の巣に托卵する習性があるが、親はその後も托卵先の巣を訪れ、卵の様子を見に行く。托卵先の鳥は托卵に気づいて、コウウチョウの卵を捨てた場合、コウウチョウは托卵先を巣ごとで破壊し、その後に相手が新たに作った巣に再度托卵をすることが多い。